# M-23
La M-23 (también conocida como Prolongación de O'Donnell) es una autopista de acceso desde el centro de Madrid a la R-3, con una longitud de 3 km, uniendo la calle de O'Donnell y la M-30 con la M-40 y la R-3.
La autopista M-23 comienza como continuación de la calle de O'Donnell, cuya calle finaliza en su enlace con la autopista M-30, continuando en túnel bajo el monte de La Elipa, para después discurrir paralela a la tapia sur del cementerio de la Almudena y finalizar a la altura del enlace con la M-40, cuando se convierte en el inicio de la autopista de peaje R-3.
Desde 2009, cuenta con un carril bus-moto-taxi en sentido O'Donnell en el carril izquierdo, separado por una mediana, que da comienzo tras el túnel de La Elipa y continúa ya por la propia calle de O'Donnell hasta la intersección con la calle del Doctor Esquerdo.

## Historia
Esta autopista antes del cambio de nombres de autovías y autopistas de 2004 se denominaba N-100. Terminaba en la M-40 para continuar como N-100 un km más adelante, desde el nudo Eisenhower hacia el aeropuerto de Madrid-Barajas (este acceso al aeropuerto es la actual M-14).
El enlace con la M-40 era en glorieta sobre la vía de circunvalación y siguiendo recto se conectaba con el final de la avenida de Daroca hacia Vicálvaro.

## Tramos
| Denominación | Tramo                                    | Kilómetros | Año servicio |
| ------------ | ---------------------------------------- | ---------- | ------------ |
| M-23         | Nudo O'Donnell M-30 - Vicálvaro M-40 R-3 | 3,3        | 1997         |

## Salidas
| Elemento | Nombre de salida (sentido M-40)/Ver de arriba-abajo                             | Número de salida | Nombre de salida (sentido Madrid)/Ver de abajo-arriba                  | Carretera que enlaza |
| -------- | ------------------------------------------------------------------------------- | ---------------- | ---------------------------------------------------------------------- | -------------------- |
|          | calle O'Donnell                                                                 |                  | Madrid calle O'Donnell                                                 |                      |
|          | M-30 Sur A-3 Valencia - A-4 Córdoba - A-42 Toledo - A-5 Badajoz - A-6 La Coruña | 1A               | -                                                                      | M-30                 |
|          | M-30 Norte A-2 Zaragoza - Feria de Madrid - Aeropuerto - A-1 Burgos             | 1B               | -                                                                      | M-30                 |
|          | -                                                                               | 1B               | A-2 Zaragoza - Feria de Madrid - Aeropuerto - A-1 Burgos               | M-30                 |
|          | -                                                                               | 1A               | A-3 Valencia - A-4 Córdoba - A-42 Toledo - A-5 Badajoz - A-6 La Coruña | M-30                 |
|          | Túnel de O'Donnell 360 m                                                        |                  | Túnel de O'Donnell 360 m                                               |                      |
|          | Cementerio de La Almudena - calle Arroyo de la Media Legua                      | 2                |                                                                        |                      |
|          | Todas las direcciones - Vicálvaro                                               |                  | -                                                                      | M-40                 |
|          | Calle Fuente Carrantona - C.Comercial                                           | 3                |                                                                        |                      |
|          | Se incorpora a la R-3                                                           |                  |                                                                        |                      |